# 团花驼舌草
团花驼舌草（学名：Goniolimon eximium）为白花丹科驼舌草属下的一个种。